# Friels socken
Friels socken i Västergötland ingick i Åse härad, uppgick 1969 i Lidköpings stad och området ingår sedan 1971 i Lidköpings kommun och motsvarar från 2016 Friels distrikt.
Socknens areal är 17,70 kvadratkilometer varav 17,67 land. År 2000 fanns här 197 invånare.  Kyrkbyn Friel med sockenkyrkan Friels kyrka ligger i socknen.   

## Administrativ historik
Socknen har medeltida ursprung. 
Vid kommunreformen 1862 övergick socknens ansvar för de kyrkliga frågorna till Friels församling och för de borgerliga frågorna bildades Friels landskommun. Landskommunen uppgick 1952 i Tuns landskommun som  1969 uppgick i Lidköpings stad som 1971 ombildades till Lidköpings kommun. Församlingen uppgick 2006 i Örslösa församling.
1 januari 2016 inrättades distriktet Friel, med samma omfattning som församlingen hade 1999/2000.  
Socknen har tillhört län, fögderier, tingslag och domsagor enligt vad som beskrivs i artikeln Åse härad. De indelta soldaterna tillhörde Västgöta-Dals regemente, Livkompaniet.

## Geografi
Friels socken ligger väster om Lidköping med Vänern i norr. Socknen är en uppodlad slättbygd med inslag av kuperad skogsbygd.

## Fornlämningar
Från bronsåldern finns gravrösen, stensättningar samt skålgropsförekomster. Från järnåldern finns tre små gravfält.

## Namnet
Namnet skrevs 1305 Fröial och har oklar tolkning. Förleden kan innehålla gudinnenamnet Fröja alternativt frö, 'fruktbar'. Efterleden kan innehålla al, 'tempel'.